# Алам, Максудул
Максудул Алам (14 декабря 1954, Фаридпур-Садар, Дакка — 20 декабря 2014, Гонолулу) — бангладешский учёный, профессор. Его наибольшим достижением в геномике стало секвенирование геномов папайи, каучука, джута и гриба. Он был профессором Гавайского университета в Маноа и членом консультативного совета в Университете науки и техники Шахджалала. В 2016 году правительством Бангладеш посмертно наградило его Наградой Дня независимости.

## Биография
Максудул Алам родился 14 декабря 1954 года в Фаридпур-Садаре. Его отец, участник Войны за независимость Бангладеш 1971 года, служил в пограничных войсках Бангладеш, а мать Лириан Ахмед была учительницей.
После независимости Бангладеш Максудул Алам уехал в СССР и в 1979 году окончил аспирантуру по микробиологии, а в 1982 году получил степень кандидата наук в МГУ. Пять лет спустя Максудул получил свою вторую докторскую степень по биохимии в Институте биохимии Общества Макса Планка. До прихода в Гавайский университет он работал научным сотрудником и преподавал в Московском государственном университете, Академии наук, Институте Макса Планка и Университете штата Вашингтон в США.
Исследования по расшифровке генома начались в феврале 2008 года, когда Максудул Алам обратился к профессору Ахмаду Шамсулу Исламу, координатору Глобальной сети бангладешских биотехнологий относительно возможности секвенирования генома джута. Бангладешское научное сообщество, которое уже изучало возможность получения генома джута, откликнулось на это предложение, после чего проект стартовал. Весь процесс начался с множества длительных конференций между доктором Аламом и молекулярными биологами завода, профессорами Хасеена-ханом и Зеба Исламом Сераи из отдела биохимии и молекулярной биологии Университета Дакки. Они установили связь с Университетом Гавайских островов, США и Университетом науки Малайзии, чтобы получить техническую поддержку, и подготовили проектное предложение по сбору средств от разных учреждений. На первом этапе Центр исследований генома США и Университет науки Малайзии оказали некоторую техническую помощь в сборе исследовательских данных о джуте со всего мира. Для анализа огромного объёма данных возникла необходимость в суперкомпьютере. По-прежнему было необходимо финансирование полевых исследований. Команда была разочарована, не получив надлежащей поддержки. Трудно было поддерживать целостность команды. В 2009 году The Daily Prothom Alo опубликовала статью об исследовании, которая помогла спасти проект. Министр сельского хозяйства Матиа Чоудхури представила д-ра Максудула Алама премьер-министру Шейх Хасине и заверила в дальнейшей поддержке. Таким образом, команда продолжила свою работу.
После первоначального успеха в расшифровке генома джута в июне 2010 года Максудул в сентябре 2012 года возглавил команду учёных из Бангладеш, которая расшифровывала геном грибов, смертельно опасных для джута.
Бангладешские учёные под руководством Максудула за три года успешно провели генотическое секвенирование джута Corchorus olitorius, а в 2013 году разобрали геномную последовательность белого джута.
Ранее Максудул расшифровал геном папайи в США и каучука в Малайзии.
Алам умер 20 декабря 2014 года в Королевском медицинском центре, Гонолулу, Гавайи, где находился со 2 декабря. Он страдал от цирроза печени.